# Евладия Славчева
Евладия Славчева-Стефанова е българска баскетболистка, сребърна медалистка от Летните олимпийски игри през 1980 г. в Москва. Играе и на Летните олимпийски игри през 1988 г. в Сеул. Сребърна медалистка на Европейското първенство по баскетбол през 1983 г. в Будапеща и бронзова медалистка на Европейското първенство по баскетбол през 1989 г. във Варна.
Шесткратен шампион с „Миньор“ (Перник) и двукратен със „Славия“ (София). Седемкратен носител на Купата на България. Спечелва първия си републикански медал на 15-годишна възраст, а последния – на 42 години. Почетен гражданин на Перник.